# Ythier Sylvain Pryvé
Ythier Sylvain Pryvé, né le 19 juillet 1762 à Vannes-sur-Cosson et mort le 13 février 1831 à Passy, est un général français de la Révolution et de l'Empire.

## Biographie

### Du carabinier au capitaine de cavalerie
Il entre au service comme soldat dans le corps des carabiniers le 15 mai 1779, et obtient son congé le 22 septembre 1781. Le 14 juillet 1787, il s'engage dans le régiment de Dauphin-Dragons (7e de l'arme) et y sert jusqu'au 15 octobre 1789, époque à laquelle il passe comme soldat dans le bataillon de Sully, incorporé dans le 1er bataillon de volontaires du Loiret. Nommé le 25 janvier 1792, sous-lieutenant au 13e dragons, il rejoint son régiment à Thionville. Lorsque les Autrichiens vinrent faire le siège de cette place, il se fait remarquer par son courage dans les différentes sorties de la garnison. Dans celle qui a lieu le 22 septembre 1792, Pryvé passe la Moselle à la tête de 16 dragons, attaque un poste ennemi qui garde un magasin considérable de subsistances et fait de sa main quatre prisonniers. Dans celle du 16 octobre suivant, il s'empare d'un convoi de grains. Promu lieutenant le 20 avril 1793, il sert pendant cette année et la suivante à l'armée du Nord.
Chargé, avec 30 dragons de son régiment, de chasser les Prussiens d'un poste retranché qu'ils occupent près de l'abbaye d'Anchin, il attaque l'ennemi avec la plus grande intrépidité, et, quoique blessé d'un coup de feu à la jambe droite dès le commencement de l'action, il poursuit l'ennemi avec vigueur et lui fait 10 prisonniers, parmi lesquels se trouve l'officier qui commande le poste. Passé comme lieutenant aide de camp auprès du général Bonnaud le 15 août 1794, il continue de faire la guerre à l'armée du Nord pendant une partie de l'an III. Son général lui ayant ordonné de faire la reconnaissance des lignes de Bréda, le rapport clair et concis de Pryvé est suivi de point en point par le général en chef, Pichegru, entraînant la réussite de l'attaque. Ce dernier, en témoignage de sa satisfaction, charge le lieutenant Pryvé de porter à la Convention nationale les 19 drapeaux pris dans cette journée. Le 15 janvier 1795, il est admis à la barre et fait la déclaration suivante à l'Assemblée :

« Citoyens représentants, l'armée du Nord continue de poursuivre sans relâche les ennemis de la République. Elle ne connaît point d'obstacles quand vous ordonnez au nom de la patrie, et elle est payée de toutes ses fatigues par la perspective de la liberté et du bonheur du pays. La mémorable journée du 7 nous a valu des avantages immenses ; nous nous sommes emparés des positions qu'il importait le plus d'occuper pour porter les plus terribles coups aux armées anglaise et hollandaise. Nous avons fait un grand nombre de prisonniers, et l'ennemi nous a laissé plus de 300 pièces de canon et une grande quantité de munitions. Enfin, nos braves soldats ont enlevé dans cette journée 19 drapeaux qu'ils m'ont chargé de vous présenter. Citoyens représentants, recevez, au nom de l'armée du Nord, ce gage de son dévouement à la République, à la représentation nationale. C'est à votre voix qu'elle a renversé les hordes innombrables qui menaçaient d'envahir la France. Tout son sang appartient à la patrie ; c'est à vous d'en disposer en son nom […]. »

Le président de l'Assemblée, Letourneur de la Manche, lui répond et l'invite aux honneurs de la séance. De retour à l'armée, Pryvé obtient le grade de capitaine le 15 juillet 1795. Il reste attaché en qualité d'aide de camp au général Bonnaud qu'il suit à l'armée des côtes de Cherbourg lorsque cet officier général va en prendre le commandement en chef. Chargé, avec une colonne de 800 hommes d'infanterie, d'aller chercher un convoi de grains destiné à l'approvisionnement de la ville d'Angers, le capitaine Pryvé est attaqué par un corps de 4 000 chouans. Il le repousse et lui fait essuyer une défaite complète, à la suite de laquelle il fait arriver son convoi à Angers.

### Colonel de dragons
Sur le rapport du général Bonnaud, le gouvernement récompense les services de cet officier en le nommant chef d'escadron aide de camp le 2 février 1796. Son général ayant reçu le commandement de la cavalerie de l'armée de Sambre-et-Meuse, Pryvé fait avec lui les campagnes des ans IV et V, à cette armée. Il montre beaucoup de valeur dans différents combats et est frappé à la main droite d'un éclat d'obus pendant qu'il soutient près d'Amberg, à la tête de la division de cavalerie, la retraite de l'armée de Sambre-et-Meuse. Il quitte son poste pour aller se faire soigner, non sans avoir assisté au repli des troupes sur la rive gauche du Rhin.
Ayant cessé ses fonctions d'aide de camp à la mort du général Bonnaud, il est placé provisoirement comme chef d'escadron dans le 13e régiment de dragons le 30 mars 1797. Le 20 août, il est autorisé à se retirer dans ses foyers avec traitement de réforme. Il reste dans cette position jusqu'au 8 mai 1799, époque à laquelle il est fait commandant du contingent des conscrits du département du Loiret. Élevé au grade de chef de brigade du 21e régiment de cavalerie le 3 septembre de la même année, il commande ce corps pendant les guerres d'Italie des ans VIII et IX, et vient tenir garnison à Nevers pendant les ans X et XI.
Réformé, le 31 décembre 1802, par suite de l'incorporation du 21e de cavalerie dans le 1er de carabiniers et dans les 24e, 25e et 26e de dragons, il est nommé colonel et désigné, le 24 mars 1803, pour aller prendre le commandement du 8e régiment de dragons en remplacement de Louis Bonaparte, frère du premier Consul ; mais le gouvernement le place à la tête du 2e régiment de la même arme le 31 août 1803. Employé à l'armée des côtes de l'Océan en l'an XII et l'an XIII, il devient membre de la Légion d'honneur les 11 décembre 1803 et 14 juin 1804, et membre du collège électoral du département du Loiret.

### Général de l'Empire, 1805-1808
Il fait les campagnes de l'an XIV à 1807, avec la 1re division de dragons de la réserve de cavalerie de la Grande Armée, et combat à Wertingen, à Langenan, à Neresheim et à Austerlitz. L'Empereur satisfait de sa conduite pendant cette campagne, lui donne la croix de commandeur de la Légion d'honneur le 25 décembre 1805.
Le 14 octobre 1806, à la bataille d'Iéna, le colonel Pryvé exécute trois charges vigoureuses avec un plein succès. Il fait d'abord prisonnier un bataillon prussien et enlève un drapeau ainsi que 12 pièces de canon ; puis vers la fin de la bataille, il charge à la tête du 1er escadron de son régiment et culbute 200 dragons saxons qu'il poursuit sur environ un kilomètre. Voyant sa retraite coupée par la cavalerie adverse, il se fraie un passage en sens inverse avec ses cavaliers et vient reprendre sa position initiale sans grande perte. Le 26 décembre suivant, à la bataille de Golymin, il exécute plusieurs charges contre la cavalerie russe et lui enlève trois pièces d'artillerie. Le 7 février 1807, au combat en avant d'Eylau, il charge avec intrépidité contre une colonne d'infanterie russe qui est sabrée et faite prisonnière. Il a dans cette action un cheval tué sous lui. Le lendemain 8, à la bataille d'Eylau, il est blessé d'un coup de biscaïen au pied gauche. Promu général de brigade le 14 mai suivant, il est créé baron de l'Empire avec dotation par décret du 19 mars 1808.

### En Espagne sous Dupont: Alcolea et Bailén
Employé au corps d'observation de la Gironde sous les ordres du général Dupont, il y commande la brigade de cavalerie d'avant-garde et entre en Espagne avec ce corps. Le 7 juin 1808, pendant l'attaque du pont d'Alcolea, la brigade de dragons du général Pryvé sabre et met en fuite une colonne de 3 000 Espagnols. Le 19 juillet suivant, à Bailén, le général Dupont ordonne à Pryvé de se porter avec sa brigade de dragons sur une colline élevée et difficile d'accès, occupée par deux bataillons ennemis qui menacent la droite de l'armée française. Pryvé fait avancer en tirailleurs le 1er régiment provisoire de dragons qu'il fait suivre par le 2e, flanqué à droite d'un escadron de cuirassiers. Ainsi disposée, la cavalerie française charge en direction de la colline. Le 1er régiment de dragons et l'escadron de cuirassiers s'élancèrent sur les deux bataillons espagnols et les mettent en déroute. Pris sous un feu violent, Pryvé ramène sa brigade sur sa position de départ. Deux autres bataillons ennemis en profitent pour réoccuper la colline. Le général Dupont ordonne aussitôt une seconde attaque, qui est exécutée de la même manière et avec autant de succès. La brigade française se replie ensuite sur sa première position. Pryvé fait présenter au général Dupont les deux drapeaux que sa troupe a enlevés, et que le général en chef fait porter sur le front de l'infanterie pour exciter l'ardeur de ses soldats. Quand Dupont a pris la résolution d'entrer en pourparlers avec l'ennemi, le général Pryvé lui fait remarquer que rien n'est encore désespéré et qu'un passage en force est encore réalisable. Toutefois, Dupont ne donne aucune suite aux observations de son subordonné qui va rejoindre sa brigade.
Lorsque le général Dupont s'embarque pour retourner en France, il laisse Privé en Andalousie pour veiller aux intérêts des troupes prisonnières, dont il partage ensuite les privations et les infortunes. Conduit d'abord aux îles Baléares, puis en Angleterre, il rentre en France le 1er juin 1814 et est mis en non-activité. Louis XVIII le crée chevalier de l'ordre royal et militaire de Saint-Louis le 17 janvier 1815.
De même, après son retour de l'île d'Elbe, Napoléon lui confie l'organisation des gardes nationales dans la 14e division militaire. Entré en non-activité après la bataille de Waterloo, il demeure dans cette position jusqu'au 20 mai 1818, date à laquelle il est admis à la retraite.
- vers 1809/1810 : membre de la loge maçonnique "L'heureux hasard" à l'Orient du dépôt de prisonniers de Belliver à PALMA DE MAJORQUE (occupait la fonction d'Orateur Adjoint) - Grand Orient de France.
Décédé à Passy des suites de ses blessures par arme à feu reçues au côté gauche au Bois de Boulogne le 13 février 1831 .

## Armoiries
| Figure | Blasonnement |
|        | Armes du baron Ythier Sylvain Pryvé et de l'Empire D'argent au lion d'azur ; au canton des barons militaires brochant. |